# Ikuta Erina
Ikuta Erina (生田衣梨奈; Fukuoka, 1997. július 7. –) japán énekesnő, modell, színésznő és táncosnő. A Morning Musume kilencedik generációjának tagja, a csapat egyik alvezetője.

## Élete

### 2011-2012
2011 januárjában jelentették be, hogy csatlakozik a Morning Musume-hez. Júliusban kapta meg első szóló DVD-jét, a „Greeting Ikuta Erina” címűt. Ebben az évben felváltotta Ogava Szaki-t az Oha Star című műsorban, majd játszott a „Reborn ~Inochi no Audition~” című musicalben. 2012 márciusában kilépett az Oha Girls-ből, nyáron pedig játszott a „Stacey’s Shoujo Saisatsu Kageki” című musicalben. Májusban részt vett a MoMusu 9. és 10. valamint a S/mileage 2. generációjával a  „Mosuma FC Event ~Gachi☆Kira~” című fanklub event-en. Ősszel csapatszínét liláról világoszöldre változtatta. Az év végén bekerült az új SATOYAMA csapatba, a Harvest-be.

### 2013
2013 februárjában közreműködött egy speciális könyvecskében a” Graduation ~Chuugaku Sotsugyou~”-ban, mely különböző interjúkat és fotókat tartalmazott a felső középiskolába való belépésről, hiszen márciusban ő is elballagott az alsó középiskolából.  Ekkor lett tagja a SATOUMI új csapatának, a Hi-FIN-nek, és júliusban születésnapi event-et tartott.

### 2014
Micsisige Szajumi távozása után bejelentették, hogy Iikubo Haruna mellett ő lesz a csapat másik alvezetője.

## Filmográfia

### Filmek
- Sharehouse (シェアハウス) (2011)

### Drámák
- Suugaku♥Joshi Gakuen (数学♥女子学園) (2012)
- Konnichiwa, Joyuu no Sagara Itsuki Desu. (こんにちは、女優の相楽樹です。) (2017)

### TV Programok
- Bijo Gaku (美女学) (2011)
- Hello Pro! Time (ハロプロ！Time) (2011)
- Oha Suta (as an Oha Girl in the unit Oha Girl Maple) (2011 – 2012)
- Hello! SATOYAMA Life (ハロー! SATOYAMA ライフ) (2012 – 2013)
- The Girls Live (2014 – )
- Karada wo Ugokasu TV (体を動かすTV) (2015)
- Ikuta Erina no VS Golf (生田衣梨奈のVSゴルフ) (2018)